# Николаос Целемендес
Николаос Целемендес (на гръцки: Νικόλαος Τσελεμεντές) e най-признатият кулинар в Гърция на XX век.

## Биография
Роден е в Ексамбела на остров Сифнос. Първоначално следва кулинарско майсторство във Виена. Малко по-късно, през 1910 г., започва да издава списанието „Odigos Mageirikis“ („Ръководство за готвене“). След това, през 1920 година отпътува за Америка, за да следва отново. Тъй като е особено талантлив, е назначен да работи в най-престижните световни ресторанти.
През 1932 г. Целемендес се връща в Гърция, основава малка кулинарна и сладкарска школа и издава своята широко известна книга с рецепти „Готварска книга на Никос Целемендес“, която, бидейки първата пълна кулинарна книга на гръцки език, е преиздавана официално повече от петнадесет пъти в течение на следващите десетилетия. През 1950 г. той публикува своята единствена книга на английски език „Greek Cookery“ („Гръцка кухня“).
Става изключително известен с неговите рецепти за сос бешамел и буябес, традиционна френска рецепта за рибна супа, ароматизирана с шафран и сервирана с чеснов сос. Променя завинаги кулинарните навици на всички гърци, като налага френската кухня в Гърция. Любимите му продукти са кравето масло и желатинът. Той пръв започва да прави сос бешамел с краве масло и да използва почти навсякъде краве масло. Обича да прави всякакви ястия с желатин (аспик, ястия с месо, желета, плодови салати).
Книгата на Целемендес става толкова популярна в Гърция, че присъства във всяко домакинство и е почитана като библията от всяка домакиня.